# Richard G. Davis
| 8722 Schirra | 19 agosto 1996 |

Richard G. Davis (...) è un astronomo statunitense.
Il Minor Planet Center gli accredita la scoperta di quattro asteroidi, effettuate tra il 1996 e il 1998, tutte dall'osservatorio dell'Università Denison a Granville.